# Liste der Bodendenkmale in Windeby
In der Liste der Bodendenkmale in Windeby sind die Bodendenkmale der Gemeinde Windeby nach dem Stand der Bodendenkmalliste des Archäologischen Landesamts Schleswig-Holstein von 2016 aufgelistet. Die Baudenkmale sind in der Liste der Kulturdenkmale in Windeby aufgeführt.
| Denkmal-ID           | Befundart           | Bezeichnung                                    | Zeitstellung                            | Lage | Bemerkungen                 | Bild |
| -------------------- | ------------------- | ---------------------------------------------- | --------------------------------------- | ---- | --------------------------- | ---- |
| aKD-ALSH-Nr. 003 090 | Befestigung > Wall  | Landwehr/Wall/Schanze/Panzergraben „Osterwall“ | Frühmittelalter                         |      | Teilabschnitt des Danewerks |      |
| aKD-ALSH-Nr. 003 578 | Grabmal > Grabhügel | Grabhügel                                      | Vor- und/oder Frühgeschichte            |      |                             |      |
| aKD-ALSH-Nr. 003 579 | Grabmal > Grabhügel | Grabhügel                                      | Vor- und/oder Frühgeschichte            |      |                             |      |
| aKD-ALSH-Nr. 003 580 | Grabmal > Grabhügel | Grabhügel                                      | Vor- und/oder Frühgeschichte            |      |                             |      |
| aKD-ALSH-Nr. 003 581 | Grabmal > Grabhügel | Grabhügel                                      | Vor- und/oder Frühgeschichte            |      |                             |      |
| aKD-ALSH-Nr. 003 582 | Grabmal > Grabhügel | Grabhügel                                      | Vor- und/oder Frühgeschichte            |      |                             |      |
| aKD-ALSH-Nr. 003 583 | Grabmal > Grabhügel | Grabhügel                                      | Vor- und/oder Frühgeschichte            |      |                             |      |
| aKD-ALSH-Nr. 003 584 | Befestigung > Wall  | Landwehr/Wall/Schanze/Panzergraben             | Frühgeschichte, Neuzeit, Zeitgeschichte |      |                             |      |
| aKD-ALSH-Nr. 003 585 | Befestigung > Wall  | Landwehr/Wall/Schanze/Panzergraben             | Frühgeschichte, Neuzeit, Zeitgeschichte |      |                             |      |
| aKD-ALSH-Nr. 003 586 | Altweg, Hafen       | Weg/Furt/Wasserstraße/Hafen                    | Vor- und Frühgeschichte                 |      |                             |      |